# 多纳·萨尔卡尔
多纳·萨尔卡尔 ，部分中国大陆媒体报道常称唐娜，（1980年8月29日—），美國软件工程师、时装设计师、博主、演说家、作家，2016-2019年接替蓋比·奧爾成为Windows预览体验计划负责人。毕业于密歇根大学计算机科学专业。毕业后入职Autodesk，在Autodesk设计了免费web版本的AutoCAD。

## 在微软的职业生涯
2005年，她以软件工程师的职位加入Microsoft Windows团队。不久她作为首席工程师编写Windows Vista的一些驱动，例如AutoPlay、蓝牙和蓝光光盘。在Windows 7和Windows 8开发期间，她管理一个Windows Search的小型的测试团队。她也负责领导一个五人的团队以测试Windows 7开始菜单中的搜索功能、文件资源管理器 和打开/保存的对话框。她把对Windows的反馈功能整合进Windows系统，领导Windows的测试工作和Microsoft Community多年。然后她主持开发Microsoft HoloLens，使UWP应用能够在Microsoft HoloLens运行。她曾在微软的Holographic Academy任教，2016年在西雅图组织举办了首届#HoloHacks Hackathon活动。

## 其他
除了软件工程师，她还热衷于作一名时装设计师、时尚博主 、演说家，同时也是两本长篇小说、一篇中篇小说和一部职业建议书的作者。